# 더블 락스핀

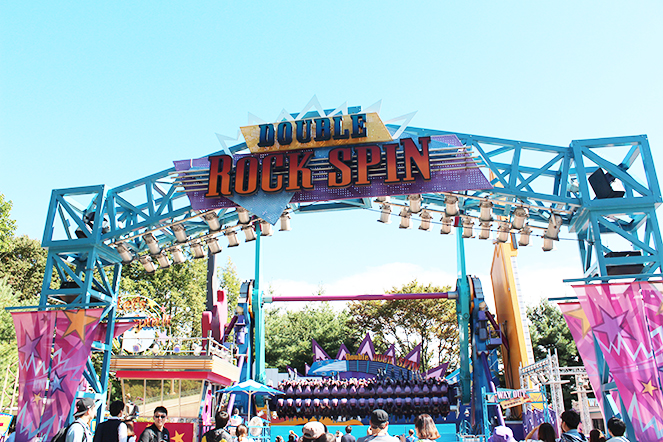
더블 락스핀

더블 락스핀(Double Rock Spin)은 에버랜드에 있는 어트랙션이다. 에버랜드의 아메리칸 어드벤쳐(락스빌)의 롤링 엑스 트레인의 맞은 편에 위치하며, 탑 스핀 기종의 스릴 라이드이기도 하다. (그 이전엔 '풍선타기'가 운영됐으나 2003년 3월에 철거됐다.) 열정적인 락 페스티벌이 열리고 있는 곳에서 흥겨운 락의 리듬에 몸을 맡기고 즐긴단 컨셉으로 운영하는데, 이 어트랙션은 한때 캐스트들의 연출 서비스(댄스)가 유명했지만 현재는 하지 않는다. 최대 38명이 탑승하며 대략 2분 30초가량 운행한다. 2003년 12월 15일에 개장했다.
| 이름      | 더블 락스핀(Double Rock Spin)     |
| 종류      | 스릴 라이드/탑 스핀(Top Spin)     |
| 위치      | 에버랜드 아메리칸 어드벤쳐 락스빌 |
| 키 제한   | 140cm 이상                        |
| 탑승 인원 | 19*2 총 38명                      |
| 운행 시간 | 대략 2분 30초                     |
| 360도회전 | 3                                 |